# Montepescali (stacja kolejowa)
Montepescali (wł. Stazione di Montepescali) – stacja kolejowa w Braccagni (część gminy Grosseto), w prowincji Grosseto, w regionie Toskania, we Włoszech. Znajduje się na linii Piza – Rzym oraz Siena – Grosseto. Położona jest u stóp miejscowości Montepescali.
Według klasyfikacji RFI ma kategorię brązową.

## Linie kolejowe
- Linia Piza – Rzym
- Linia Siena – Grosseto